# Oblast Oeral
De oblast Oeral (Russisch: Уральская область; Oeralskaja oblast) was een oblast in de RSFSR van 3 november 1923 tot 17 januari 1934. Het bestuurlijk centrum was Jekaterinenburg (vanaf 1924 Sverdlovsk genoemd).

## Ontstaan
De oblast werd in 1923 geformeerd door het Centraal Uitvoerend Comité op het grondgebied van de voormalige rijksgouvernementen Jekaterinenburg, Perm, Tjoemen en Tsjeljabinsk. Binnen het gebied lagen 15 bestuurlijke regio's (okroegen) en 205 rajons (districten). De bevolking woonde voornamelijk op het platteland; in 1926 woonde slechts 20,7% in stedelijke gebieden.
Oorspronkelijk bestond het grondgebied uit vier regio's:
- regio Cis-Oeral met de districten: Komi-Permjakië, Koengoerski (rond Koengoer), Permski (Perm) en Sarapoelski (Sarapoel);
- regio Gornozavodski met de districten: Verchnekamski (Verchnekamsk), Zlato-oeski (Zlato-oest), Sverdlovski (Sverdlovsk) en Tagilski (Nizjni Tagil);
- regio Trans-Oeral met de districten Irbitski (Irbit), Isjimski (Isjim), Koerganski (Koergan), Sjadrinski (Sjadrinsk) Tjoemenski (Tjoemen), Troitski (Troitsk) en Tsjeljabinski (Tsjeljabinsk);
- regio Tobolski (Tobolsk).

## Economische ontwikkeling

### Industrie
Door de Russische Burgeroorlog bevond de economie in het gebied zich na afloop zich in een grote crisis. In 1920 bedroeg de industriële productie slechts 12% van het vooroorlogse niveau. De Nieuwe Economische Politiek en verschillende vijfjarenplannen herstelden en stuwden de industrie in het gebied echter snel omhoog, waardoor in 1926 de vooroorlogse productie alweer bijna weer was bereikt. De nadruk lag op de metaalindustrie, non-ferro metallurgie, kolenmijnbouw en de chemische industrie. Tussen 1928 en 1932 werden zware machinefabrieken als Oeralmasj en de tractorfabriek van Tsjeljabinsk opgezet. Ook werden in die tijd grote elektriciteitscentrales gebouwd, waardoor de productie nog sneller kon stijgen. In 1934 begon het enorme mijnbouw-metallurgisch kombinaat van Magnitogorsk met haar werk. De voltooiing van de kopersmelterij van Krasno-oeralsk zorgde voor een verdriedubbeling van de reconstructie van oudere fabrieken. De chamische industrie werd in het eerste vijfjarenplan begin jaren '20 gericht op de zoutwinning (voor potas en magnesium) rond Solikamsk en Berezniki, waardoor de oblast de grootste chemische producent van de unie werd. In de jaren 30 werd de bosbouw aangepakt met de opzet van een aantal grote bosbouwkombinaten en houtverwerkingsbedrijven.

### Landbouw
Ook de landbouw groeide sterk. De oblast werd een van de grootste graangebieden van de unie en de veestapel groeide eveneens snel. De nationalisatie van de landbouwsector vond vooral plaats tijdens de collectivisatie vanaf 1929. In 1927 bestond de landbouwsector voor 4,7% uit boerenknechten (batraki), 21,4% uit keuterboeren (bednjaki), 69,9% uit middelmatige boeren (serednjaki) en 4% uit koelakken. In 1932 bestond al 67,8% van de hele landbouwsector uit kolchozen. De gedwongen collectivisaties hadden op alle punten een negatieve uitwerking op de productie, die over alle sectoren daalde. Zo daalde de jaarlijkse graanproductie bijvoorbeeld van 49,4 miljoen ton in 1928 naar 35,5 miljoen ton in 1932.

## Bevolking
De bevolking steeg van 6.207.300 personen in 1924 (waarvan 19% stedelijk) naar 8.020.000 in 1932 (waarvan 34,9% stedelijk).

## Tijdlijn
- 1925: werd (Komi-)Permjakië afgescheiden van het gebied als nationaal district
- 1929: start van de collectivisatie
- 1934: de oblast wordt onderverdeeld in de oblasten Sverdlovsk, Tsjeljabinsk en oblast Ob-Irtysj
- 1938: de oblast Perm wordt geformeerd uit de oblast Sverdlovsk
- 1943: de oblast Koergan wordt geformeerd uit de oblast Tsjeljabinsk
- 1944: de oblast Tjoemen wordt geformeerd uit de oblast Omsk